# Józef Chmiel (generał)
 Józef Chmiel (ur. 3 kwietnia 1940 w Radlinie, zm. 13 stycznia 2025) – generał dywizji Wojska Polskiego w stanie spoczynku.

## Życiorys
Józef Chmiel urodził się 3 kwietnia 1940 w Radlinie na Górnym Śląsku. W 1960 rozpoczął studia w Oficerskiej Szkole Radiotechnicznej w Jeleniej Górze. Był słuchaczem – podchorążym do sierpnia 1963, promowany na podporucznika. W październiku 1963 rozpoczął służbę zawodową jako dowódca stacji i plutonu przewoźnych urządzeń rozpoznania radioelektronicznego, następnie oficer operacyjny grupy analiz danych w 10 Ośrodku Rozpoznania Systemów Radiolokacyjnych w Dziwnowie. W 1966 został wyznaczony na stanowisko pomocnika szefa sztabu 10 pułku rozpoznania systemów radiolokacyjnych w Dziwnowie. W 1970, jako kapitan, został skierowany na studia w Akademii Sztabu Generalnego WP, po ukończeniu których pełnił służbę w macierzystym pułku na stanowisku szefa sztabu – zastępcy dowódcy. 
W 1975 objął funkcję dowódcy 10 pułku rozpoznania systemów radiolokacyjnych. Dowodzony przez niego pułk był dwukrotnie wyróżniony w rozkazie Ministra Obrony Narodowej, jako przodująca jednostka Wojska Polskiego. W 1979 został skierowany na Podyplomowe Studia Operacyjno-Strategiczne w Akademii Sztabu Generalnego WP. W latach 1980–1986 służbę pełnił na stanowisku zastępcy szefa i szefa oddziału rozpoznawczego Sztabu Pomorskiego Okręgu Wojskowego. W okresie tym dowodził również Polskim Kontyngentem Wojskowym w Syrii. W 1986 objął funkcję szefa oddziału, zastępcy szefa i szefa Zarządu Rozpoznania Wojskowego w Głównym Zarządzie Szkolenia Bojowego WP. W 1992 służbę pełnił na stanowisku szefa zarządu Rozpoznania i Walki Radioelekronicznej Sztabu Generalnego Wojska Polskiego. 
9 listopada 1992 został awansowany na stopień generała brygady przez prezydenta Rzeczypospolitej Polskiej Lecha Wałęsę. W okresie 1994–1995 był dowódcą Sektora Północnego Sił Pokojowych ONZ UNPROFOR w byłej Jugosławii. W 1995 objął stanowisko pomocnika szefa Sztabu Generalnego WP ds. współpracy z NATO. Uczestniczył w pierwszych rozmowach akcesyjnych związanych z przygotowaniem Polski do członkostwa w Sojuszu. W 1996 został wyznaczony na stanowisko Pełnomocnika Ministra Obrony Narodowej ds. stacjonowania i Użycia Sił Zbrojnych RP poza granicami kraju. Negocjował limity stanowisk w dowództwach i sztabach NATO dla kadry WP. W 1997 objął funkcję asystenta szefa Sztabu Generalnego WP. 
15 sierpnia 1998 podczas uroczystości z okazji Święta Wojska Polskiego na dziedzińcu Belwederu został awansowany przez prezydenta Rzeczypospolitej Polskiej Aleksandra Kwaśniewskiego na stopień generała dywizji. 3 kwietnia 2000 zakończył zawodową służbę wojskową.  

## Awanse[2]
- podporucznik – 1963

(...)
- generał brygady – 1992
- generał dywizji – 1998

## Ordery, odznaczenia i wyróżnienia
- Krzyż Oficerski Orderu Odrodzenia Polski[5]
- Krzyż Kawalerski Orderu Odrodzenia Polski[4]
- Złoty Krzyż Zasługi[4]
- Odznaka pamiątkowa 10 pułku rozpoznania systemów radiolokacyjnych – 1975 (ex officio)